# Obóz dla internowanych w Górce Klasztornej
Obóz dla internowanych w Górce Klasztornej – prowizoryczny obóz koncentracyjny dla mieszkańców Ziemi Krajeńskiej, utworzony przez niemiecki Selbstschutz w październiku 1939 na terenie klasztoru Zgromadzenia Misjonarzy Świętej Rodziny w Górce Klasztornej koło Łobżenicy. W obozie przetrzymywano początkowo głównie duchownych katolickich z powiatu wyrzyskiego, a w późniejszym okresie również osoby świeckie narodowości polskiej i żydowskiej. Niemal wszystkich więźniów zamordowano na terenie klasztoru lub w pobliskim miejscu straceń w Paterku. Obóz w Górce Klasztornej uległ likwidacji pod koniec listopada 1939.

## Powstanie obozu
Bezpośrednie położenie przy granicy z hitlerowskimi Niemcami (odległość ok. 3 kilometrów) spowodowało, iż sanktuarium w Górce Klasztornej zostało zajęte przez żołnierzy Wehrmachtu już 1 września 1939. Poprawne zachowanie niemieckich żołnierzy oraz gwarancje bezpieczeństwa, które dał zakonnikom miejscowy niemiecki właściciel ziemski, hrabia Limburg – Stirum, sprawiły, iż mieszkańcy klasztoru mimo licznych ostrzeżeń zadecydowali o pozostaniu w Górce. Przez pierwszych kilka tygodni okupacji życie zakonne toczyło się na pozór normalnie.
Tymczasem powiat wyrzyski, podobnie zresztą jak na całe Pomorze, poddany został brutalnemu terrorowi hitlerowskiemu. Kluczową rolę w rozprawie z miejscową ludnością polską i żydowską odgrywali członkowie Selbstschutzu – paramilitarnej formacji złożonej z przedstawicieli niemieckiej mniejszości narodowej, zamieszkującej przedwojenne terytorium Rzeczypospolitej. Organizacją struktur Selbstschutzu na terenie powiatu zajmował się 23-letni Werner Köpenick. Komendantem Selbstschutzu w Łobżenicy (Bezirkselbstschutzführer) został natomiast miejscowy Niemiec, Hermann Seehaver (alkoholik, z zawodu dentysta), który pełnił jednocześnie funkcję komisarycznego burmistrza. Jego zastępcą był 29-letni Harry Schulz – volksdeutsch pracujący przed wojną jako księgowy w młynie w Łobżenicy.
Rychło rozpoczęły się masowe aresztowania Polaków, których ofiarą padali przede wszystkim przedstawiciele lokalnej elity społecznej i intelektualnej, ale również osoby do których członkowie Selbstschutzu żywili po prostu osobiste urazy bądź pretensje. Ze szczególną zajadłością Niemcy prześladowali duchowieństwo katolickie, któremu przypisywano szczególną rolę w umacnianiu polskości na Pomorzu. Ponadto na celowniku okupanta znaleźli się Żydzi. W ciągu pierwszych trzech miesięcy okupacji z rąk członków łobżenickiego Selbstschutzu zginęło około 200 mieszkańców Łobżenicy i okolicznych miejscowości.
23 października 1939 klasztor w Górce Klasztornej został otoczony przez silny oddział Selbstschutzu. Niemcy internowali wszystkich przebywających tam duchownych (5 księży i 25 braci zakonnych), w tym prowincjała Zgromadzenia Misjonarzy Świętej Rodziny, ks. Piotra Zawadę. Na terenie sanktuarium funkcjonował odtąd prowizoryczny („dziki”) obóz koncentracyjny, którego komendantem został Harry Schulz. Załogę stanowiło 10 miejscowych Niemców z Selbstschutzu – przed wojną chłopów, kupców, rybaków, leśników czy stolarzy.
Uwięzieni duchowni poddawani byli rygorowi obozowemu – dwa razy dziennie musieli stawać do apelu i nie mogli utrzymywać żadnego kontaktu ze światem zewnętrznym. Za każde naruszenie rygoru obozowego byli bici, znieważano ich i szykanowano. Księdza prowincjała uczyniono osobiście odpowiedzialnym za wszystkich uwięzionych. Ponadto braci prowadzono codziennie pod eskortą do robót rolnych w majątku hrabiego Limburga w Ratajach. W drodze do pracy konwojent jadący na rowerze popędzał ich i bił, jeżeli któryś nie nadążał.
Na początku listopada do Górki Klasztornej doprowadzono kilkunastu księży z dekanatów łobżenickiego i nakielskiego (niemal całe duchowieństwo katolickie z powiatu wyrzyskiego). Do uwięzionych dołączyli również dwaj zakonnicy z innych zgromadzeń zakonnych oraz dwie siostry Niepokalanki. Selbstschutzmani oświadczyli nowo przybyłym, że władze niemieckie były zmuszone ich zatrzymać z obawy przed rozruchami, które mogą nastąpić w dniu polskiego Święta Niepodległości (11 listopada). Obiecano, że po tym terminie księża wrócą do swoich parafii.
9 listopada zamordowany został pierwszy z więźniów obozu. Był to brat zakonny Bernard Jabłoński, którego strażnik Bromberg powiesił w pobliskim lesie pod pretekstem naruszenia zakazu pomagania innym więźniom w pracy.

## Eksterminacja więźniów

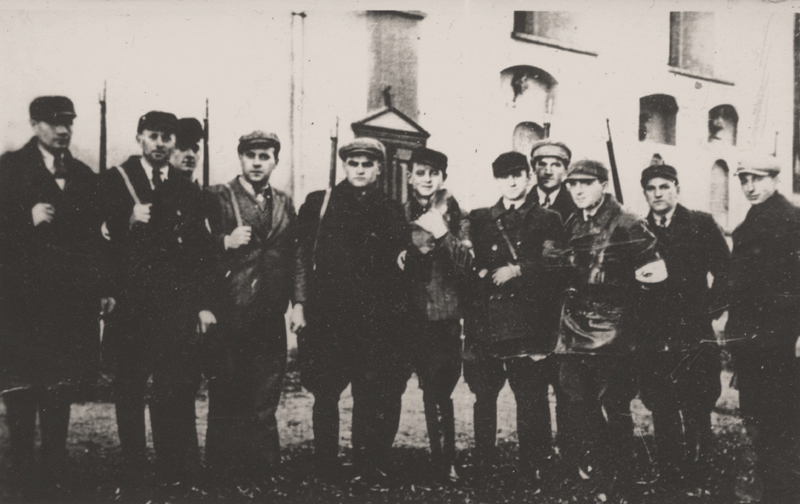
Członkowie łobżenickiego Selbstschutzu. Piąty od lewej stoi Harry Schulz.

Sanktuarium w Górce Klasztornej było jednym z 19 prowizorycznych obozów dla internowanych utworzonych przez Selbstschutz na Pomorzu. Nazwa „obozy dla internowanych” była przy tym eufemizmem, mającym ukryć prawdziwe przeznaczenie obozów Selbstschutzu, którym była eksterminacja przetrzymywanych tam Polaków i Żydów.
W nocy z 11 na 12 listopada wszystkich przebywających w Górce Klasztornej duchownych obudzono, po czym po skrępowaniu linami i drutami załadowano do samochodu ciężarowego. Jeszcze na terenie klasztoru zginął ksiądz Bolesław Wysocki (redaktor miesięcznika „Posłaniec Świętej Rodziny”), którego zastrzelono podczas próby ucieczki. Wywózki z obozu uniknął jedynie ks. Mieczysław Buławski (proboszcz z Kosztowa), gdyż wstawił się za nim Niemiec Bittner, który pamiętał, iż podczas powstania wielkopolskiego ksiądz uratował od internowania kilku Niemców. Pozostałych 48 duchownych (w tym obie siostry zakonne) przewieziono na miejsce straceń na terenie byłej żwirowni w miejscowości Paterek w pobliżu Nakła i tam rozstrzelano. Rannych dobijano łopatami. Egzekucją kierował osobiście Harry Schulz.
Kilka godzin po wywiezieniu duchownych, do Górki Klasztornej zaczęto zwozić nowych więźniów. Do połowy listopada zgromadzono tam 36 Żydów przywiezionych z prowizorycznego obozu w Lipce (w tym kobiety, 90-letni starzec i co najmniej troje dzieci w wieku 5 – 7 lat) oraz 8 Polaków z Łobżenicy. Wśród tych ostatnich znajdowali się m.in.: rzeźbiarz Jan Topor, aptekarz Józef Reinholz z Łobżenicy, nieznany z nazwiska komornik sądowy z Wyrzyska, fryzjer Jan Stypek, Antoni Winnicki – zarządca młyna z Dźwierszna oraz Anna Jaworska (uczestniczka powstania wielkopolskiego) wraz z mężem. Chwilowo przebywał tam również ksiądz Karol Glatzel, proboszcz z Krostkowa, który jako pochodzący z rodziny protestanckiej został po pewnym czasie uwolniony. Wszystkich więźniów umieszczono w piwnicy na węgiel. Selbstschutzmani codziennie bili ich biczami i pałkami, nieraz do utraty przytomności.
Po południu 23 listopada Niemcy urządzili w klasztorze głośną i długą libację. W jej trakcie nakazali Janowi Toporowi oraz kilku Żydom wykopać wielki dół w klasztornym ogrodzie. Po zapadnięciu zmroku pijani Selbstschutzmani przystąpili do mordowania więźniów, których piątkami doprowadzano do zbiorowego grobu i rozstrzeliwano. Wszystkich przed rozstrzelaniem okrutnie bito rozkładając na rozwidlonym w kształcie litery „V” pniu. Dziewczętom żydowskim kazano przed śmiercią rozebrać się do naga i biegać po ogrodzie w świetle latarek, szczując je przy tym psami. Ponoć na krótko przed egzekucją jedna z żydowskich kobiet urodziła dziecko, które Harry Schulz kazał zakopać żywcem w grobie. Inne kobiety były gwałcone przed śmiercią.
Szczególnie okrutną śmierć Schulz wymyślił jednak dla Anny Jaworskiej z Liszkowa.

Przyprowadzili Żydów i Annę Jaworską. Przywiązali jej do nóg silne liny i dwom grupom Żydów, po pięciu w każdej, kazali ciągnąć w przeciwnych kierunkach. Selbschultze oświadczyli, że ich za to zwolnią. Kobieta prosiła o darowanie życia, bo ma małe dzieci. Krzyczała wniebogłosy. Zapamiętałem jej ostatnie słowa: „Jezus, Maryja, co wy ze mną robicie!”. Schulz popędzał Żydów. Gdy z rozerwanej kobiety wypłynęły wnętrzności, kopnął te strzępy skrwawionego ciała razem z linami do dołu. Żydów zaraz potem rozstrzelano – zeznanie Jana Topora.

Z rzezi ocalał jedynie wspomniany Jan Topor, którego Selbstschutzmani oszczędzili ze względu jego rzeźbiarskie umiejętności. Po zakończeniu egzekucji rozkazano mu zakopać wszystkie zwłoki, a później miejsce zbrodni wyrównać i przykryć liśćmi.
Po wymordowaniu więźniów obóz w Górce Klasztornej został zlikwidowany. Klasztor był jeszcze przez pewien czas miejscem zabaw pijackich Harry’ego Schulza. Później przekształcono go w obóz dla jeńców brytyjskich, filię Stalagu XXA w Toruniu. Od jesieni 1943 do końca wojny Górka Klasztorna pełniła z kolei funkcję obozu szkoleniowego dla nazistowskich hufców pracy.

## Po wojnie

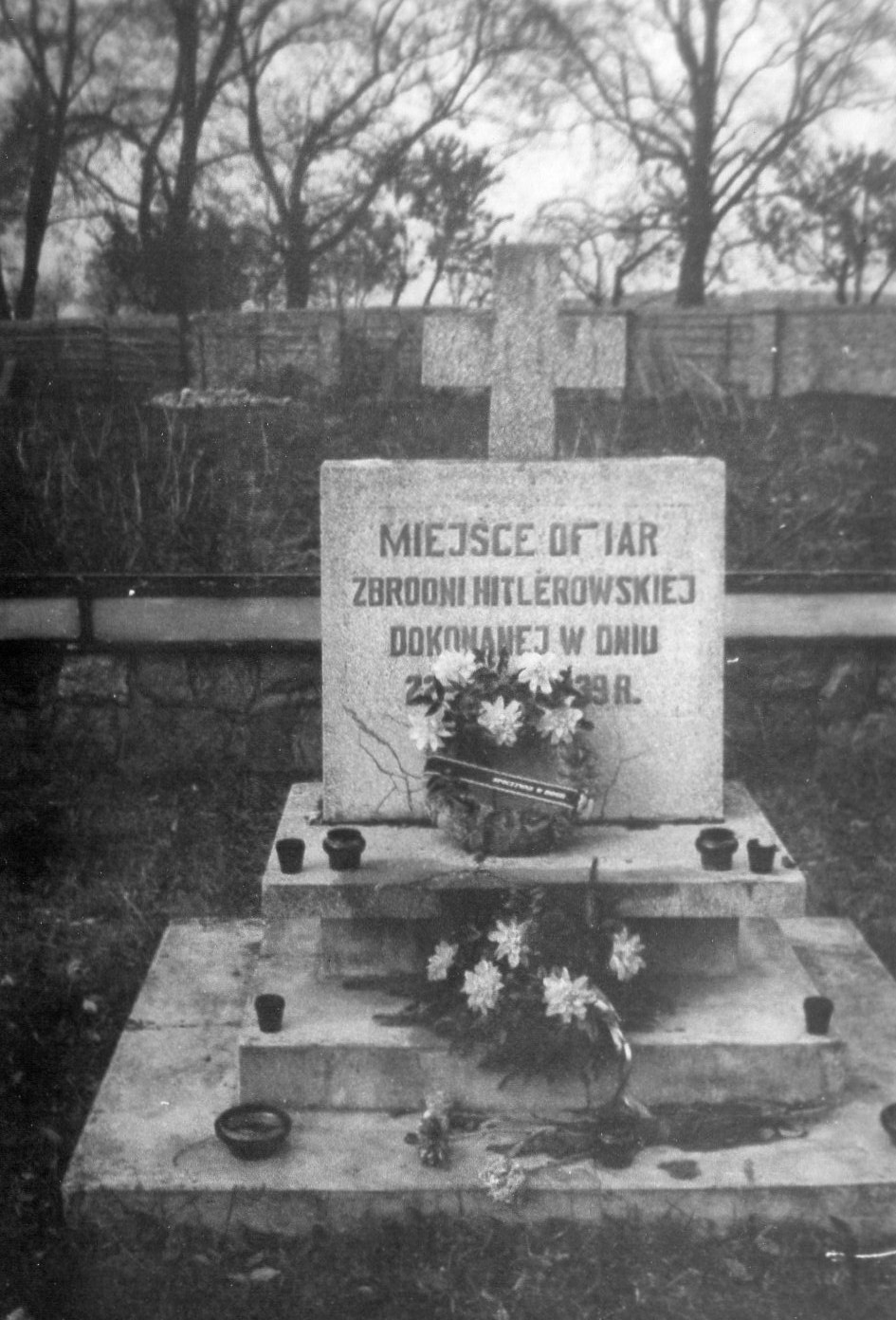
Pomnik w miejscu zbrodni

Wkrótce po zakończeniu działań wojennych do klasztoru powrócili Misjonarze Świętej Rodziny. Dopiero 4 maja 1965, z inicjatywy Barbary Bojarskiej (pracownicy Instytutu Zachodniego w Poznaniu), dokonano jednak ekshumacji ofiar egzekucji przeprowadzonej przez Selbstschutz w Górce Klasztornej. Dzięki wskazówkom ocalałego Jana Topora odnaleziono w ogrodzie klasztornym szczątki 36 ciał, które 9 maja 1965 przewieziono samochodem straży pożarnej na cmentarz parafialny w Łobżenicy i tam pochowano. Na mogile postawiono pomnik z granitu, do którego przytwierdzono mosiężną tablicę z napisem: „Pamięci ofiar zbrodni hitlerowskiej dokonanej w r. 1939 w Górce Klasztornej”. W ogrodzie góreckim, w miejscu zbiorowej mogiły, wystawiono z kolei pomnik z krzyżem i marmurową tablicą z napisem: „Miejsce ofiar zbrodni hitlerowskiej dokonanej w dniu 22 – 23 XI. 1939 r.”
Harry Schulz, komendant obozu w Górce Klasztornej, został w 1940 skazany przez niemiecki Sąd Specjalny w Bydgoszczy na 15 lat ciężkiego więzienia za gwałty na Polkach i Żydówkach (co w świetle rasistowskiego prawodawstwa III Rzeszy stanowiło zbrodnię „pohańbienia rasy”). Do 1945 był przetrzymywany w więzieniu w Koronowie. Po wojnie ukrywał się pod zmienionym nazwiskiem w Szczecinie. Ożenił się z Polką i kreował się nawet na ofiarę faszyzmu. Przypadkowo rozpoznany został jednak aresztowany i skazany na karę śmierci przez powieszenie (1953). Wyrok wykonano 22 lutego 1954. Pozostali dowódcy łobżenickiego Selbstschutzu – Werner Köpenick i Hermann Seehaver – zamieszkali po wojnie w Niemczech Zachodnich. Żaden z nich nie został postawiony przed sądem.